# جون ويلكين
جون ويلكين (بالإنجليزية: Jon Wilkin)‏ هو لاعب دوري الرغبي بريطاني، ولد في 1 نوفمبر 1983 في كينغستون أبون هال في المملكة المتحدة.

## روابط خارجية
- جون ويلكين على موقع ItsRugby.co.uk (الإنجليزية)